# (29953) 1999 JW86
A (29953) 1999 JW86 a Naprendszer kisbolygóövében található aszteroida. A LINEAR projekt keretében fedezték fel 1999. május 12-én.